# Die Toten leben
Die Toten leben ist ein deutsches Stummfilm-Drama aus dem Jahre 1914 von und mit Walter Schmidthässler.

## Handlung
Im Hause des Porträtmalers Schrader herrscht großes Familienglück. Der Stolz der Eltern ist die junge, hübsche Tochter Elma. Viele junge Männer interessieren sich für sie, doch Elma hat längst ihr Herz an jemand anderen gegeben: Dr. Krüger, der als Leibarzt einem Herzog dient. Eines Tages hält der Mediziner um Elmas Hand an. Zur gleichen Zeit wird im Hause Schrader die Heimkehr des Sohnes Heinz erwartet, der als Leutnant zur See seinen Dienst tut und jetzt Heimaturlaub hat. Ein Brief erreicht dessen Eltern. In ihm steht, dass sich die Heimkehr um zwei Tage verzögern werde, da Heinz seinen Freund Baron Feldau in Berlin besuchen wolle, um mit ihm einen drauf zu machen. Bei Sekt und gutem Essen wird im Restaurant den Frauen nachgeschaut und mit ihnen geflirtet. Ein Kellner überbringt Feldau eine kurze Mitteilung eines etwas weiter entfernt sitzenden Restaurantgastes, eines gewissen Baron Liebenau. Dieser lädt die beiden Männer zu einer Geburtstagsfeier ein. Im Laufe dieses Festes setzen sich mehrere Männer an den Tisch und beginnen mit Glücksspiel. Lacht anfangs Heinz noch Fortuna, so beginnt der junge Offizier bald immer häufiger zu verlieren, bis schließlich all seine Barschaft perdu ist.
Maler Schrader empfängt Tage später den heimkehren Sohn mit großer Herzlichkeit. Sein Stolz auf den Sohn, der es zum schmucken Offizier gebracht hat, ist grenzenlos. Da wird plötzlich der Hofmarschall des Herzogs vorstellig und bittet den Malprofessor darum, dessen neueste Schöpfung „Die Loreley“ anschauen zu dürfen, da sein hochadeliger Vorgesetzter das Bildnis erwerben möchte. Während die beiden Männer das Gemälde begutachten beichtet Heinz seiner Mutter seine enormen Spielschulden. Vater Schrader kommt hinzu und glaubt, seinen Ohren nicht zu trauen, als er von der Summe erfährt: 5000 Mark! Der Vater ist fassungslos, macht dem Sohn schwere Vorwürfe und herrscht ihn an: “Sieh zu, wie du damit fertig wirst!”. Der Hofmarschall ist indes wieder gegangen, und Prof. Schrader kehrt zu dem Geld aus dem Verkauf der „Loreley“ zurück. Doch das ist plötzlich verschwunden! Es handelt sich um exakt 5000 Mark. Natürlich gerät der Sohn, der seine Unschuld beteuert, unter Verdacht. Vater Schrader glaubt ihm kein Wort und verweist ihn des Hauses. Heinz lässt nicht nun nicht nur sein Elternhaus hinter sich, er verlässt sogar das Land und fristet in der Folgezeit ein tristes Leben in der Fremde.
Maler Schrader kommt nicht über den in ihm nagenden Gedanken hinweg, dass sein Sohn ein gemeiner Dieb sei. Darüber wird er im Lauf der Zeit irre. Als der Gärtner des Hauses Schrader ein Jahr später im Sterben liegt, wird Frau Schrader zu ihm gebeten. An seinem Sterbebett gesteht dieser, damals die Geldscheine an sich genommen zu haben. Mit letzter Kraft holt er das Geldbündel aus einem Versteck und überreicht es der Hausherrin. Die berichtet erregt ihrem Mann von den neuen Erkenntnissen. Der Alte glaubt mittlerweile, dass Sohn Heinz tot sein müsse. Weder der Anblick der Scheine noch die Bestätigung, dass der Sohn stets unschuldig gewesen sei, hinterlassen bei dem wirren Maler irgendeinen Eindruck. Heinz hat derweil eine schwere Zeit hinter sich und musste sich mit Gelegenheitsjobs durchschlagen. In Neapel arbeitete er zuletzt als Kellner. Er erschrickt sich zu Tode, als er eines Tages den Herzog und seinen Hofmarschall unter den Gästen im neapolitanischen Restaurant entdeckt. Mit zitternden Händen bedient er die Herrschaften, die ihn natürlich erkennen und von seinem durchlebten Leid erfahren. Gemeinsam beschließt man, schnellstmöglich in die Heimat zurückzufahren, auch um dem wirren Vater Schrader zu helfen. 
Kaum in der Heimat angekommen, bemüht sich Elmas Verlobter Dr. Krüger, Schrader wieder gesunden zu lassen. Der Mediziner befindet, dass man den Alten nur mit einer seine Gefühlswelt aufrüttelnden Schocktherapie zu den Lebenden zurückholen könne. Nacht für Nacht schleicht der Alte aus dem Schlafzimmer und positioniert sich vor einem lebensgroßen Bildnis seines verlorenen Sohnes. Krüger hat die Idee, das Bildnis auszuschneiden und stattdessen nun den leibhaftigen Heinz in seiner Prachtuniform hinzustellen. Wieder kommt Schrader zu dem Bild von Heinz, doch diesmal bewegt es sich. Heinz winkt ihm zu und kommt dem Alten sogar entgegen. Die Toten leben! Diese Schocktherapie hilft, und Vater und Sohn liegen sich vor Wiedersehensfreude in den Armen. Die überragende Gemütserregung bringt Prof. Schrader wieder den Verstand zurück, und die Familie kann einen Neubeginn wagen.

## Produktionsnotizen
Die Toten leben entstand im Frühling 1914 im Vitascope-Atelier in Berlin-Weißensee. Der Dreiakter besaß eine Länge von 1060 Meter und wurde wohl noch 1914 uraufgeführt.